# John Totleben
John Totleben (nacido el 16 de febrero de 1958 en Estados Unidos) es un ilustrador, entintador y artista de cómic.
Su estilo está claramente influido por los de Berni Wrightson y Richard Corben, ambos dibujantes del género underground de la década de 1970; combinan el trazado elegante con una especial sensibilidad del color que sin ser dominante que en la escena resalta y otorga nueva vida al entintado pesado y casi barroquista que emplea.

## Biografía
Totleben recibió formación como pintor en diversas academias, incluyendo la escuela de artes gráficas del también ilustrador del cómic y caricaturista Joe Kubert.
El entonces bisoño Totleben tuvo la suerte de colaborar con la leyenda del cómic de la Edad de Oro del Cómic, el guionista Harry Chesler. Desafortunadamente, la repentina muerte de Chesler mientras trabajaba en el proyecto ocasionó que este quedara incompleto y totalmente extraviado.
En 1983 se unió a su excompañero en la Academia Kubert, Stephen Bissette, como ilustrador y entintador respectivamente, para el ambicioso proyecto que, junto con el entonces casi desconocido en América escritor Alan Moore, pretendía relanzar una entonces declinante serie de segunda línea de la compañía americana DC Comics, además de introducir uno de los mayores talentos del cómic británico al gran público. El trío conformó el equipo creativo que se encargaría de crear prácticamente un nuevo estilo de escritura dentro de la dinámica narrativa del cómic y establecer un nuevo segmento de mercado para este (explotado hoy en día por el sello editorial Vertigo); todo desde las páginas de la serie The Swamp Thing ("La Cosa del Pantano"), que estableció las bases para un nuevo cómic adulto como vehículo artístico válido.
Este equipo creativo se hizo acreedor de numerosos premios y elogios, incluyendo los prestigiosos premios Kirby (durante un periodo de tres años consecutivos), Eagle, entre otros. Su mayor mérito sin duda reside en aportar al cómic americano una nueva estética próxima a la realidad contemporánea y a la vez lo suficientemente verosímil como para presentar, lado a lado, fantasía infernales, elementales vegetales, ancianos desvalidos, encapotados, místicos e individuos totalmente corrientes; permitiendo destilar y permeabilizar los sistemas de representación de este arte con el entorno contemporáneo.
The Swamp Thing adquirió suficiente publicidad como para atraer a numerosos nuevos colaboradores (Alfredo Alcalá, Tatjana Wood, Rick Veitch, entre varios otros) lo que provocó el distanciamiento de Totleben de las responsabilidades de ilustrador fijo de la serie en 1986. Posteriormente colaboraría con Alan Moore nuevamente en la obra de culto Miracleman: Olympus, tercer libro de la saga revisionista que Moore trabajara sobre el personaje, proveyendo un deslumbrante arte totalmente a la altura del guion.
Tras el rompimiento de Alan Moore con la DC y su consecuente alejamiento de la serie Swamp Thing, Totleben y Stephen Bissette, que había permanecido como colaborador regular de la saga, crearon la antología de horror: Taboo.
Sin duda sus obras más representativas son su andadura en The Swamp Thing y Miracleman, ambas junto con el legendario Alan Moore.
Actualmente Totleben sufre de retinosis pigmentaria, una enfermedad degenerativa de la vista que ocasiona ceguera nocturna y pérdida de la visión periférica. Sin embargo, continúa trabajando regularmente y ha vuelto a trabajar con Alan Moore, Stephen Bissette y Rick Veitch (quien tomara su relevo en The Swamp Thing).
Recientemente sigue produciendo para diversas editoriales americanas y ha incursionado en los medios digitales.